# Ankara Keçiörengücü
Ankara Keçiörengücü ist ein türkischer Fußballverein aus der Hauptstadt Ankara. Der Verein war unter seinem früheren Namen Hacettepe Gençlik Kulübü Gründungsmitglied der höchsten türkischen Spielklasse und spielte in den 1950er und 1960er Jahren insgesamt acht Spielzeiten in der Süper Lig. In der Ewigen Tabelle der Süper Lig liegt der Verein auf dem 45. Platz. Mit dieser Platzierung ist der Verein nach MKE Ankaragücü, Gençlerbirliği Ankara, Ankara Demirspor, Türk Telekomspor und Ankaraspor der sechserfolgreichste Verein der Hauptstadt Ankara, die in der höchsten türkischen Spielklasse aktiv waren. Nachdem der ehemals populäre Verein in den 1970er Jahren in der Bedeutungslosigkeit verschwunden war, kehrte er 1984 wieder in den türkischen Profifußball zurück. 1987 wurde der Verein dann in Keçiörengücü umbenannt. Der Verein Hacettepe SK steht in keiner Verbindung zu Keçiörengücü und wurde nur als Hommage an das historische Hacettepe GK so genannt.

## Geschichte

### Vereinsgründung und die ersten Jahre
Der Verein entstand 1945 unter dem Namen Hacettepe Gençlik Kulübü und gehörte zu den Gründungsteams der 1. Lig, der höchsten türkischen Spielklasse. Dort spielten sie von 1958 bis 1960 sowie von 1962 bis 1968. Innerhalb von weniger als zehn Jahren stieg der Verein jedoch bis in den Amateurfußball ab. Erst 1989 gelang der Wiederaufstieg in die 2. Futbol Ligi, die zweithöchste türkische Spielklasse.

### Abstieg in die Bedeutungslosigkeit und Umbenennung in Keçiörengücü
Zwischenzeitlich wurde der Verein 1985 in Hacettepe Yeni Camuzoğluspor und zwei Jahre später in den heutigen Namen Keçiörengücü umbenannt. Damit folgte auch der Wechsel der Vereinsfarben von ehemals schwarz-weiß zu violett-weiß.

### Systembedingter Abstieg in die TFF 3. Lig
Da mit der Saison 2001/02 der türkische Profi-Fußball grundlegenden Änderungen unterzogen werden sollte, wurden bereits in der Spielzeit 2000/01 Vorbereitungen für diese Umstellung unternommen. Bisher bestand der Profifußball in der Türkei aus drei Ligen: Der höchsten Spielklasse, der einspurigen Türkiye 1. Futbol Ligi, der zweitklassigen fünfspurig und in zwei Etappen gespielten Türkiye 2. Futbol Ligi und der drittklassigen und achtgleisig gespielten Türkiye 3. Futbol Ligi. Zur Saison 2001/02 wurde der Profifußball auf vier Profiligen erweitert. Während die Türkiye 1. Futbol Ligi unverändert blieb, wurde die Türkiye 2. Futbol Ligi in die nun zweithöchste Spielklasse, die Türkiye 2. Futbol Ligi A Kategorisi (zu dt.: 2. Fußballliga der Kategorie A der Türkei), und die dritthöchste Spielklasse, die Türkiye 2. Futbol Ligi B Kategorisi (zu dt.: 2. Fußballliga der Kategorie B der Türkei), aufgeteilt. Die nachgeordnete Türkiye 3. Futbol Ligi wurde fortan somit die vierthöchste Spielklasse, die TFF 3. Lig. Jene Mannschaften, die in der Drittligasaison 2000/01 lediglich einen mittleren Tabellenplatz belegten, wurden für die kommende Saison in die neugeschaffene vierthöchste türkische Spielklasse, in die 3. Lig, zugewiesen. Keçiörengücü, welches die Liga auf dem 7. Tabellenplatz beendet hatte, musste so systembedingt in die 3. Lig absteigen.

### Neuzeit
Am vorletzten Spieltag der TFF 3. Lig 2013/14 sicherte sich die Mannschaft durch einen 1:0-Heimsieg gegen Erzincan Refahiyespor vorzeitig die Meisterschaft der Gruppe 3 und damit den direkten Aufstieg in die TFF 2. Lig. Dadurch kehrte die Mannschaft nach siebenjähriger Abstinenz wieder in die 3. türkische Liga zurück.

## Ligazugehörigkeit
- 1. Liga: 1959–1960, 1962–1968
- 2. Liga: 1968–1971, 1989–1993, 1997–1998, seit 2019
- 3. Liga: 1971–1977, 1977–1978, 1984–1989, 1993–1997, 1998–2001, 2006–2007, 2014–2019
- 4. Liga: 2001–2006, 2007–2014
- Regionale Amateurliga: 1960–1962, 1974–1977, 1978–1984

## Rekordspieler
| Rang                 | Name          | Einsätze | Zeitraum  |
| -------------------- | ------------- | -------- | --------- |
| 01.                  | Suphi Arabul  | 134      | 1963–1968 |
| 02.                  | Suphi Sökmen  | 118      | 1959–1968 |
| 03.                  | Osman Burma   | 109      | 1963–1968 |
| 04.                  | Baskın Soysal | 106      | 1963–1968 |
| 05.                  | Onursal Uraz  | 104      | 1963–1967 |
| 06.                  | Aydın Milli   | 102      | 1959–1965 |
| 07.                  | Necdet Niş    | 92       | 1959–1967 |
| 08.                  | Nuri Toygün   | 89       | 1964–1968 |
| 09.                  | Uğur Önder    | 88       | 1964–1968 |
| 10.                  | Halis Harman  | 79       | 1959–1968 |
| Stand: 14. März 2016 |               |          |           |

| Rang                 | Name                  | Tor | Einsätze | Tor/Spiel |
| -------------------- | --------------------- | --- | -------- | --------- |
| 01.                  | Halis Harman          | 24  | 79       | 0,3       |
| 02.                  | Ercan Ertuğ           | 16  | 51       | 0,31      |
| 02.                  | İhsan Gümüş           | 16  | 53       | 0,3       |
| 03.                  | Suphi Sökmen          | 15  | 118      | 0,13      |
| 03.                  | Suphi Arabul          | 15  | 134      | 0,11      |
| 04.                  | Çetin Güler           | 14  | 62       | 0,23      |
| 05.                  | Hayri Şener           | 12  | 59       | 0,2       |
| 06.                  | Nuri Toygün           | 10  | 89       | 0,11      |
| 07.                  | Yılmaz Topalyusufoğlu | 9   | 45       | 0,2       |
| 07.                  | Onursal Uraz          | 9   | 104      | 0,09      |
| 08.                  | Timuçin Berker        | 8   | 41       | 0,2       |
| 08.                  | Oktay Arıca           | 8   | 45       | 0,18      |
| 09.                  | Kökten Baytaroğlu     | 7   | 22       | 0,32      |
| 10.                  | Yılmaz Özdemir        | 6   | 24       | 0,25      |
| 10.                  | Teoman Turfan         | 6   | 69       | 0,09      |
| Stand: 14. März 2016 |                       |     |          |           |

## Ehemalige bekannte Spieler
| - Suphi Arabul - Oktay Arıca - Osman Arpacıoğlu (1965–1966) - Ediz Bahtiyaroğlu (August 2005 – Mai 2006) - Kökten Baytaroğlu - Timuçin Berker - Osman Burma - Ercan Ertuğ - Çetin Güler - İhsan Gümüş - Halis Harman - Özer Hurmacı (2005–2006) - Akgün Kaçmaz (1950–1951) - Tolunay Kafkas (1988–1989) - Aydın Milli | - Necdet Niş - Uğur Önder - Ümit Özat (1994–1995) - Şener Özbayraklı (Januar 2009 – August 1010) - Yılmaz Özdemir - Hayri Şener - Suphi Sökmen - Yılmaz Topalyusufoğlu - Nuri Toygün - Teoman Turfan - Fatih Uraz (1974–1979) - Onursal Uraz - Burhan Sargun (? – 1951) - Baskın Soysal - Yılmaz Vural |

## Trainer (Auswahl)
- Yüksel Doğanay (Saison 1964/65)
- Erhan Dodanlı (Saison 1987/88)[2]
- Celal Kıbrızlı (Saison 1987/88)[2]
- Sabri Kiraz (Juli 1963 – Juni 1964)
- Mustafa Ertan (September 1965 – Mai 1967)
- Celal Kıbrızlı (November 1991 – Mai 1992)
- Murat Özgen (September 2009 – November 2010)
- Murat Özgen (Februar 2011 – Mai 2011)
- Murat Özgen (November 2012 – Mai 2013)
- Ahmet Yavuz (Juni 2013 – Mai 2015)
- Şener Akay
- Hamdi Yılmaz